# بول كويستين
بول كويستين (بالهولندية: Paul Quasten)‏ (13 مارس 1985 بأمستردام في هولندا - ) هو لاعب كرة قدم هولندي في مركز الدفاع. شارك مع منتخب التشيك تحت 19 سنة لكرة القدم ومنتخب جمهورية التشيك تحت 21 سنة لكرة القدم. أما مع النوادي، فقد لعب مع فيلم تو تيلبورغ ونادي فولندام وAFC Ajax (amateurs) ‏ والمير سيتي.

## روابط خارجية
- بول كويستين على موقع الاتحاد التشيكي (الإنجليزية)
- بول كويستين على موقع قاعدة بيانات كرة القدم.إي يو (الإنجليزية)
- بول كويستين على موقع Soccerway.com (الإنجليزية)
- بول كويستين على موقع عالم كرة القدم.نت (الإنجليزية)